# The Caves of Androzani
The Caves of Androzani (Les Grottes d'Androzani) est le cent-trente-cinquième épisode de la première série de la série télévisée britannique de science-fiction Doctor Who. Originellement diffusé sur la chaîne BBC One en quatre parties du 8 au 16 mars 1984, cet épisode voit la régénération du 5e Docteur joué par Peter Davison vers le 6e Docteur interprété par Colin Baker. En 2009, l'épisode fut désigné par les fans comme étant le meilleur épisode de Doctor Who de toute l'histoire de la série.

## Accroche
Après avoir atterri sur la planète d'Androzani Minor, le Docteur et Peri se retrouvent accusés d'être des contrebandiers cherchant une drogue rallongeant la vie. Tous deux ayant été en contact avec une hautement toxique qui semble pousser sur la planète, ils commencent à développer une étrange maladie.

## Distribution
- Peter Davison — Le Docteur
- Nicola Bryant —  Peri Brown
- Christopher Gable — Sharaz Jek
- John Normington — Morgus
- Barbara Kinghorn — Timmin
- David Neal — Le Président
- Maurice Roëves — Stotz
- Roy Holder — Krelper
- Martin Cochrane — Chellak
- Robert Glenister — Salateen
- Ian Staples — Soldat
- Anthony Ainley — Le Maître
- Matthew Waterhouse — Adric
- Sarah Sutton — Nyssa
- Janet Fielding — Tegan Jovanka
- Mark Strickson — Vislor Turlough
- Gerald Flood — Voix de Kamelion
- Colin Baker — Le 6e Docteur

## Résumé
La planète désertique d'Androzani Minor est le seul endroit où l'on trouve une drogue puissante appelée le spectrox et qui est créé par les chauve-souris vivant dans les grottes de la planète. Le Spectrox vaut très cher auprès des habitants d'Androzani Major, une planète voisine, à cause de ses propriétés permettant de rallonger la vie. Les mines de spectrox sont contrôlées par Trau Morgus, le dirigeant d'un puissant conglomérat d'Androzani Major et exploitées par Sharaz Jek, un homme masqué, et ses androïdes. La drogue étant en quantité limitée, sa production est une source de tensions sur Androzani Major. Un conflit entre le gouvernement et Jek s'est imposé, arrangeant toutefois Morgus qui, sous couvert d'être du côté du gouvernement, gagne de l'argent grâce à la guerre et fourni en secret les contrebandiers.
Le TARDIS atterrit sur Androzani Minor. Le Docteur et Peri décident de suivre des traces menant aux cavernes non loin. En les explorant, ils se retrouvent brièvement englués dans une substance visqueuse mais arrivent facilement à s'en échapper. Plus loin à l'intérieur des grottes, ils découvrent une cache d'armes avant d'être capturés par les forces du Général Chellak, qui pensent que les deux travaillent pour les contrebandiers Stotz et Krepler. Morgus ordonne leur exécution après s'être aperçu sur une communication holographique que le Docteur et Peri ne font pas partie des contrebandiers. Un peloton d'exécution les fusille, mais il s'avère que les fusillés n'étaient que des copies androïdes du Docteur et de son assistante.
Les copies ont été créées par Jek qui les observe depuis leur arrivée dans la grotte et les a ramenés dans sa base, en secret de Chellak. Toutefois, tous deux ont des éruptions cutanées et des crampes sur tout le corps. Salateen, un autre prisonnier de Jek réalise qu'ils ont été touchés par une toxine venant du spectrox non-raffiné. La seule anti-toxine connue requiert le lait de la reine des chauve-souris, malheureusement à cause des travaux d'extraction toutes les chauve-souris ont émigré dans les bas-fonds des cavernes où l'oxygène est rare. Laissant le Docteur et Peri sous la garde de ses androïdes, Jek explique qu'il cherche à se venger de Morgus dont les actions sont la cause de la déformation de son visage.
Après son départ, le Docteur déjoue le piège de ses androïdes , mais croise rapidement les hommes de Chellak : Peri est capturée de nouveau par Chellak puis reprise par Sharz Jek et le Docteur est amené à Stotz. Stotz décide d'envoyer le Docteur sur Androzani Major afin que Morgus décide de son sort. Alors que Stotz discute de la situation avec lui en route, Morgus voit par l'holographe que le Docteur est toujours vivant. Pensant que le Docteur est un agent du gouvernement et suspectant une trahison du président d'Androzani Major, il tue l'élu en le poussant dans une cage d'ascenseur vide. Puis, il part sur Androzani Minor pour régler la situation lui-même. Le Docteur réussi à prendre les commandes du vaisseau qui s'écrase à la surface d'Androzani Minor. Malgré les effluves empoisonnés du spectrox, il décide de repartir dans les grottes pour sauver Peri.
Pendant ce temps, l'attaque de la base de Jek par Chellak fait rage et tue la plupart des militaires, y compris Chellak, les contrebandiers et détruit les androïdes. Jek tente pourtant de sauver Peri, mourante. Le Docteur arrive et Jek lui offre un équipement de survie afin qu'il puisse avoir suffisamment d'oxygène pour approcher la reine des chauves-souris. Pendant ce temps là, Morgus arrive sur la planète et découvre que sa secrétaire l'a trahi, informant le gouvernement qu'il est le meurtrier du président et qu'il est à l'origine de la pénurie de spectrox. Morgus décide toutefois avec Stotz de récupérer du spectrox restant dans la base de Jek avant de s'enfuir. Une bataille s'ensuit dans laquelle Jek, Morgus et Stotz sont tués. Le Docteur récupère Peri et la ramène à l'intérieur du TARDIS pendant que la planète est en pleine éruption et que de la boue se déverse partout.
Le Docteur donne le reste de lait de chauve-souris à Peri avant de s'écrouler. Peri découvre le Docteur mourant sur le sol et il lui explique qu'il s'est sacrifié pour elle. Il se met à halluciner, voyant ses différents compagnons lui demandant de se battre pour continuer à vivre et observant le visage du Maître riant et lui souhaitant au contraire de mourir. Il semble dire que cette régénération est différente des autres et prononce le prénom d'Adric. Lorsqu'il se relève, il a le visage du 6e Docteur. Lorsque Peri lui demande ce qui s'est passé, il lui répond "Un changement ma chère, et il me semble que ça n'est pas trop tôt..."

### Continuité
- C'est le dernier épisode régulier faisant apparaître le 5e Docteur. Celui-ci reviendra pour les épisodes spéciaux « Dimensions in Time » en 1993 et « Time Crash » en 2007 et « Le Pouvoir du Docteur » en 2022.
- Lorsque Peri découvre la boue dans les grottes elle fait la remarque que "ça change de la boue" en référence à l'épisode précédent.
- L'épisode explique pourquoi le Docteur possède une branche de céleri sur sa veste : Le prévenir en cas de gaz "praxis." En sa présence, le céleri tournerait au violet.
- Dans « Le Docteur, la Veuve et la Forêt de Noël », on peut croiser des membres d'une expédition spatiale venue d'Androzani Major.
- C'est la première fois que le Docteur se régénère pour sauver un compagnon et la première fois qu'on entend le Docteur suivant parler après sa régénération.
- C'est durant cet épisode qu'une des entités de Clara Oswald sauve le Docteur de la menace de la Grande Intelligence dans « Le Nom du Docteur. »

## Production

### Écriture
L'épisode fut confié au scénariste et ancien script-éditor (superviseur des scénarios) Robert Holmes contrairement à la politique en vigueur qui était de s'adresser à de nouvelles personnes afin de renouveler l'équipe des scénaristes. Toutefois, il s'agissait d'une volonté du nouveau script-éditor Eric Saward de réinviter l'auteur dont il était très fan, notamment pour l'épisode qui voyait le départ du nouveau Docteur, Peter Davison ayant décidé d'arrêter la série à l'expiration de son contrat pour se tourner vers d'autres rôles. Comme il fut décidé que le nouveau Docteur aurait droit un épisode d'introduction à la fin de la saison afin de permettre aux spectateurs de s'acclimater à lui, le dernier épisode du 5e Docteur arriva en avant-dernier dans la saison. L'épisode fut commissionné le 6 mai 1983 sous le titre de travail de Chain Reaction ("réaction en chaîne.")
Comme souvent, Holmes s'inspire des classiques de l'horreur pour écrire son scénario, notamment le roman de Gaston Leroux de 1910, Le Fantôme de l'Opéra (dont il s'était aussi inspiré en écrivant « The Talons of Weng-Chiang. ») L'épisode a aussi des renvois à Dune de Frank Herbert dans lequel des gens se battent pour une épice qui prolonge la vie. Au début, il était prévu que le Docteur succombe tout simplement après avoir été grièvement blessé dans un combat contre Stotz. Le 28 juillet 1983 les scripts furent commissionnés sous le titre de "The Caves of Androzani" pendant que John Nathan-Turner fait croire aux fans que l'épisode s'intitule “The Doctor's Wife” ("la femme du Docteur") afin de les tromper.
Eric Saward fera quelques modifications sur le script de Holmes, introduisant l'explication pour laquelle le Docteur porte une branche de céleri sur sa veste. Il écrit aussi la scène de régénération du Docteur et la première phrase du 6e Docteur.

### Casting
- Même si les journalistes pensaient que le nouveau Docteur serait joué par Brian Blessed, c'est l'acteur Colin Baker qui fut choisi pour jouer le rôle du 6e Docteur à la suite de sa prestation deux ans auparavant dans l'épisode « Arc of Infinity » où il avait marqué le producteur John Nathan-Turner par son indépendance d'esprit et son charisme. Le rôle lui fut proposé par Nathan-Turner le 10 juin 1983 dans un dîner et Baker fut assez étonné de cette proposition, pensant que le fait d'avoir joué un rôle secondaire l'empêcherait d'incarner le rôle-titre[3]. Le nom de l'acteur fut dévoilé à la presse le 19 août[4].
- Comme pour le 4e Docteur, la scène de régénération du 5e Docteur comporte des souvenirs de celui-ci envers ses anciens compagnon. Au lieu de récupérer dans les archives de la série, la production décida d'engager les acteurs Matthew Waterhouse, Sarah Sutton, Janet Fielding, Mark Strickson, Gerald Flood et Anthony Ainley afin de faire un bref caméo. De plus, le scénariste Johnny Byrne toucha des royalties pour l'utilisation du personnage de Nyssa[2].
- Le producteur John Nathan-Turner qui souhaitait que des grands noms jouent dans la série proposa le rôle de Sharaz Jek à Tim Curry, Mick Jagger et David Bowie. Finalement, c'est le réalisateur Graeme Harper qui engagea Christopher Gable qui était à l'époque un danseur connu.
- Robert Glenister avait déjà joué le rôle du frère de Peter Davison dans la sitcom Sink or Swim entre 1980 et 1982.
- John Normington qui joue le rôle de Morgus reviendra dans la série dans le rôle de Trevor Sigma dans l'épisode de 1988 « The Happiness Patrol » Il est aussi apparu en 2006 dans l'épisode de la série spin-off de Doctor Who Torchwood, dans l'épisode « Machine fantôme »

### Tournage
Le réalisateur choisi pour tourner l'épisode fut Graeme Harper, un nouveau réalisateur qui fut assistant de plateau et assistant de production sur différents épisodes de la série (« Colony in Space », « Planet of the Daleks », « Planet of the Spiders », « The Seeds of Doom » et « Warriors' Gate. ») On peut voir son visage apparaissant brièvement lors du combat du Docteur contre Morbius dans « The Brain of Morbius. » Après avoir été promu réalisateur, Harper tourna pour les séries Angels et The District Nurse.
Le tournage débuta du 15 au 17 novembre aux Masters Pit à Stokeford Heath dans le Dorset pour toutes les scènes se déroulant sur la surface d'Androzani Minor.
La première session de tournage en studio devait se dérouler les 1er et 2 décembre 1983 mais un mouvement de grève à la BBC empêcha le tournage de se dérouler comme prévu. La seconde session eu lieu comme prévu du 15 au 17 décembre au studio 6 du Centre télévisuel de la BBC et concernait les scènes dans les grottes et dans le conglomérat. À l'époque du tournage, le costume de la bête de lave était à peine fini et son comédien ne s'y était pas encore habitué ce qui engendra quelques problèmes. Dans son bureau, on peut apercevoir plusieurs fois le personnage de Morgus briser le 4e mur en s'adressant directement à la caméra. Cela vient des directives d'acteur que John Normington n'a pas comprises. Toutefois Harper trouvait que cela augmentait l'effet dramatique et décida de le laisser jouer comme cela.
La première session de tournage fut déplacée les 11 et 12 janvier 1984 au studio 6 et concernait de nouvelles scènes dans les cavernes, à l'atelier, dans l'armurerie, dans le bureau de Chellak et à l'intérieur du TARDIS. À cause du déplacement du tournage de l'épisode, deux scènes prévues dans le scénario furent abandonnées. La première se situait dans le TARDIS où le Docteur expliquait à Peri la raison de leur visite sur Androzani Major : le Docteur a commencé une collection de sable en bouteille et souhaite avoir du sable venant de différentes planètes. Peri devait dire que le Docteur est parfois "une plaie" ce qui renvoyait à une allusion plus tard dans l'épisode. Le dialogue fut néanmoins enregistré sous forme de voix-off par Peter Davison et Nicola Bryant et peut-être entendue lorsque le TARDIS se pose. La seconde scène devait voir le Docteur se battre contre le monstre de Magma dans la quatrième partie.
Peter Davison a souvent expliqué pour rire que sa performance fut "grandement aidée par Nicola Bryant." En effet, sa position au-dessus de lui permettait de voir amplement son décolleté. Le pantalon que porte le Docteur fut modifié afin de pouvoir faire rentrer Colin Baker dedans à la fin de l'épisode. Il s'agit du même pantalon que celui-ci porte dans le mini-épisode « Time Crash. » C'est lors du tournage de cet épisode que Baker joua pour la première fois (brièvement) le rôle du Docteur.

### Post-production
Le générique de fin montre le visage du 6e Docteur joué par Colin Baker au lieu de celui de Peter Davison et crédite celui-ci avant Davison dans le rôle du Docteur. C'est la seule fois où l'acteur qui remplace un autre est crédité en premier comme le Docteur dans le générique.

## Diffusion et Réception
| Épisode                                                                                        | Date de diffusion | Durée | Téléspectateurs en millions | Archives            |
| ---------------------------------------------------------------------------------------------- | ----------------- | ----- | --------------------------- | ------------------- |
| Épisode 1                                                                                      | 8 mars 1984       | 24:33 | 6,9                         | Bandes couleurs PAL |
| Épisode 2                                                                                      | 9 mars 1984       | 25:00 | 6,6                         | Bandes couleurs PAL |
| Épisode 3                                                                                      | 15 mars 1984      | 24:36 | 7,8                         | Bandes couleurs PAL |
| Épisode 4                                                                                      | 16 mars 1984      | 25:37 | 7,8                         | Bandes couleurs PAL |
| Diffusé en quatre parties du 8 au 16 mars 1984, l'épisode fit un score d'audience assez moyen. |                   |       |                             |                     |

L'épisode est l'un des préférés de Peter Davison et celui-ci a dit que si la série avait proposé des scripts aussi solides que celui-là, il serait peut-être resté pour une saison supplémentaire. Il dit avoir particulièrement apprécié le script de Robert Holmes et le travail de Graeme Harper, dont il dit qu'il a apporté un "rythme" et une "énergie" nouvelle au programme, réalisant de façon "bien plus cinématographique qu'auparavant.",
L'épisode fut rediffusé en février et mars 1993 sur 4 vendredi à la suite.
À la même époque dans le magazine Doctor Who Monthly, le comic book continue de relater des histoires inédites du 5e Docteur, dans une aventure scénarisée par Steve Parkhouse et dessinée par Steve Dillon et se finissant dans le numéro d'avril 1984.

### Critiques
L'épisode a souvent reçu des critiques hautement positives. En 1995, dans le livre « Doctor Who : The Discontinuity Guide », Paul Cornell, Martin Day, et Keith Topping aiment la performance de Peter Davison et trouvent qu'il a une place unique dans la mythologie de la série même s'il le trouve surestimé. Les auteurs de « Doctor Who : The Television Companion » (1998) estiment que cet épisode est l'un des meilleurs que la série ait jamais eu estimant que tout, du scénario à la réalisation en passant par le jeu d'acteur et les effets spéciaux, est parfait. Ils soulignent aussi à quel point le caractère du nouveau Docteur est souligné par la première phrase qu'il est en train de dire.
En 2012, Patrick Mulkern de Radio Times qualifie "The Caves of Androzani" d' "épisode de Blake's 7 avec un meilleur budget." S'il dit ne pas comprendre l'engouement des fans autour de cet épisode, il lui donne néanmoins la note de 5 sur 5 et dit apprécier les dialogues, le jeu des acteurs et la réalisation.
En 2003, selon un sondage du Doctor Who Magazine créé pour les 40 ans de la série, l'épisode fut voté comme étant le meilleur épisode de tous les temps. La même année, sur le site Outpost Gallifrey il atteignit la place de second meilleur épisode de tous les temps. En 2009 toujours selon le Doctor Who Magazine, l'épisode fut voté comme étant l'une des meilleures histoires de Doctor Who selon les lecteurs avec « Les Anges pleureurs » et « La Genèse des Daleks. » Toutefois en 2014, un nouveau sondage du Doctor Who Magazine en fit le 4e meilleur épisode de tous les temps.
En 2010, pour le site io9, Charlie Jane Anders, liste la fin de la troisième partie, dans laquelle le Docteur reprend en main le vaisseau et tente de s'écraser sur la planète, dans les meilleurs cliffhanger de la série.

## Novélisation
L'épisode fut romancé par Terrance Dicks et publié en mars 1985 avec une couverture d'Andrew Skilleter. Le roman porte le numéro 92 de la collection Doctor Who des éditions Target Books. Ce roman n'a jamais connu de traduction à ce jour.

## Éditions commerciales
L'épisode n'a jamais été édité en français, mais a connu plusieurs éditions au Royaume-Uni et dans les pays anglophones.
- L'épisode est sorti en VHS en janvier 1992.
- L'épisode fut édité en DVD le 18 juin 2001. L'édition contient les commentaires audios de Graeme Harper, Peter Davison et Nicola Bryant, ainsi qu'un making-of, un reportage sur la carrière de Harper, des interviews d'autres bonus. Cet épisode fut réédité dans le cadre des Doctor Who DVD Files le 19 mai 2010[16] ainsi que sur un coffret nommé "Revisitation 1" avec Doctor Who : Le film et « The Talons of Weng-Chiang. »
- La bande originale de l'épisode par Roger Limb accompagné du BBC Radiophonic Workshop fut édité chez Silva Screen Records le 25 mars 2013. Il fut réédité en 2 LP sur vinyle de couleurs violet le 25 novembre 2013[17].